# Microprosopa flavinervis
Microprosopa flavinervis är en tvåvingeart som beskrevs av Malloch 1924. Microprosopa flavinervis ingår i släktet Microprosopa och familjen kolvflugor. Inga underarter finns listade i Catalogue of Life.